# Mirian III van Iberië
Mirian III (Georgisch:მირიან III) was koning van Iberië (huidige Georgië) van 268-345 volgens prins Vachusti of 284-261 volgens Cyril Toumanoff.
Volgens de vroeg middeleeuwse Georgische kronieken was Mirian de eerste christelijke koning van Iberië, gekerstend door St. Nino. Hij is gecrediteerd met de invoering van het christendom in zijn koninkrijk als staatsgodsdienst en is heilig verklaard door de Georgisch-Orthodoxe Kerk.

## Naam
De naam van de koning is een aanpassing van de Georgische Iraanse naam "Mihran". De middeleeuwse Georgische kronieken geven andere versies van zijn naam, zowel Georgische als Iraanse naam o.a. Mirean, Mirvan. In het Latijn, gegeven door zijn tijdgenoot en geschiedschrijver Ammanius Marcellinius (XXI.6.8), wordt de Iberische koning Meribanes genoemd.

## Koninklijke oorsprong
Volgens de middeleeuwse Georgische kroniek "Leven van de koningen", was Mirian een Perzische prins die getrouwd met een Iberische prinses Abeshura die een dochter was van de laatste koning van de Arsaciden Aspagoer I. Na de dood van Aspagoer wordt hij als koning van Iberië benoemd door, wie de Georgische middeleeuwse kronieken noemen "K'asre" (Chusro), de grote koning van Iran. Maar dit lijkt verzonnen omdat de naam Chusro pas enige tijd later gebruikt werd bij de Parthen.